# アルサケス2世
アルサケス2世（Arsaces II、ペルシア語: ارشک Arshak, ギリシア語: Ἀρσάκης 在位：紀元前211年頃 -紀元前191年頃）は、アルサケス朝パルティア王国の第2代王。なお、史料によっては彼の名はアルタバノスとされており、これに基づいてアルタバヌス1世とされている書籍もある。

## 生涯
恐らくアルサケス朝パルティア王国を建国した初代王アルサケス1世の兄弟、ティリダテス1世の息子として生まれた。いずれかの跡を継いでパルティア王となった。
セレウコス朝のアンティオコス3世（在位：紀元前223年 ‐ 紀元前187年）は脅威であったアルサケス1世（もしくはティリダテス1世）の崩御を機に東方の失地回復をもくろみ、エクバタナに侵攻し、アナヒター神殿で略奪して自分の宝物庫を満たした。紀元前209年、アンティオコス3世はさらに東進してパルティア領に侵攻してきた。アルサケス2世の予想ではアンティオコス3世が水の乏しいこの砂漠地帯を大軍を率いて横断してくるとは思っていなかったが、横断する勢いだったので、地下に張り巡らされている水路と井戸を破壊しながら後退していった。しかし、アンティオコス3世はその情報を聞き、ニコメデス率いる騎兵1000を前方に送り、その破壊工作をやめさせ砂漠の横断に成功し、パルティア中央部の都市ヘカトンピュロスにたどり着いた。セレウコス朝軍はこの都市で休養を取り、続いてヒュルカニアへ進軍を開始した。道中は難所続きであったが、備えを固めていたアンティオコス3世は難なく難所を突破し、パルティア軍との戦闘も軽装兵を巧みに使って勝利をおさめ、ヒュルカニアの城壁の無い都市タンブラクスに到着した。タンブラクスではギリシア人も住んでいたが事前にパルティア人によって虐殺されていた。パルティア軍のほとんどは戦闘を避けてタンブラクスからさほど遠くないシリュンクスという都市に逃げ込んでいた。この都市は堅固な守備をもってヒュルカニアの首都のような役割を果たしていたので、アンティオコス3世はこの都市も攻め落とそうと決断した。シリュンクスの城壁の外には三重の壕と二重の柵があって強固な守りを固めていたが、兵力で優っていたセレウコス朝軍は装甲車と白兵戦で激しく戦い、壕を埋め、トンネルを掘って城壁を崩して勝利をおさめた。ほどなくしてアルサケス2世はアンティオコス3世に恭順の意を示して同盟を結び、セレウコス朝の宗主権を認める代わりにパルティア王位を約束された。
紀元前191年、アルサケス2世の後を継いだのはプリアパティオス（アルサケス3世）であった。

## 参考資料
- ニールソン・C・デベボイス『パルティアの歴史』（小玉新次郎、伊吹寛子 訳、山川出版社、1993年）、ISBN 4634658607
- ポンペイウス・トログス / ユスティヌス抄録『地中海世界史』（合阪學 訳、京都大学学術出版会〈西洋古典叢書〉、1998年）、ISBN 4876981078
- ポリュビオス『ポリュビオス 歴史3』（城江良和 訳、京都大学学術出版会〈西洋古典叢書〉、2011年）、ISBN 9784876981922